# Saint-Jean-aux-Bois (Oise)
Saint-Jean-aux-Bois ist eine französische Gemeinde mit 341 Einwohnern (Stand: 1. Januar 2022) im Département Oise in der Region Hauts-de-France. Sie gehört zum Arrondissement Compiègne und zum Kanton Compiègne-2. Die Einwohner werden Les Solitaires genannt;während der Zeit der französischen Revolution hieß die Ortschaft La Solitude.

## Geografie
Die Gemeinde Saint-Jean-aux-Bois liegt etwa sieben Kilometer südöstlich von Compiègne inmitten des Waldes von Compiègne. Im Gemeindegebiet entspringt auch das Flüsschen Planchettes, das zur Oise entwässert. Umgeben wird Saint-Jean-aux-Bois von den Nachbargemeinden Compiègne im Nordwesten und Norden, Vieux-Moulin im Nordosten, Pierrefonds im Osten, Morienval im Süden, Orrouy im Süden und Südwesten, Saint-Sauveur im Südwesten und Westen sowie Lacroix-Saint-Ouen im Westen.

## Bevölkerungsentwicklung
| Jahr                       | 1962 | 1968 | 1975 | 1982 | 1990 | 1999 | 2006 | 2013 | 2021 |
| Einwohner                  | 221  | 274  | 285  | 302  | 319  | 349  | 321  | 295  | 332  |
| Quellen: Cassini und INSEE |      |      |      |      |      |      |      |      |      |

## Sehenswürdigkeiten
- ehemalige Benediktinerinnenabtei Notre-Dame-Saint-Jean-Baptiste, im 12. Jahrhundert erbaut, 1791 geschlossen, seit 1862 Monument historique
- Forsthaus Sainte-Périne, seit 1905 Monument historique
- Forsthaus La Muette von 1643, Monument historique seit 1948
- Schloss La Brévière
- ehemaliges öffentliches Waschhaus
- Siehe auch: Liste der Monuments historiques in Saint-Jean-aux-Bois (Oise)

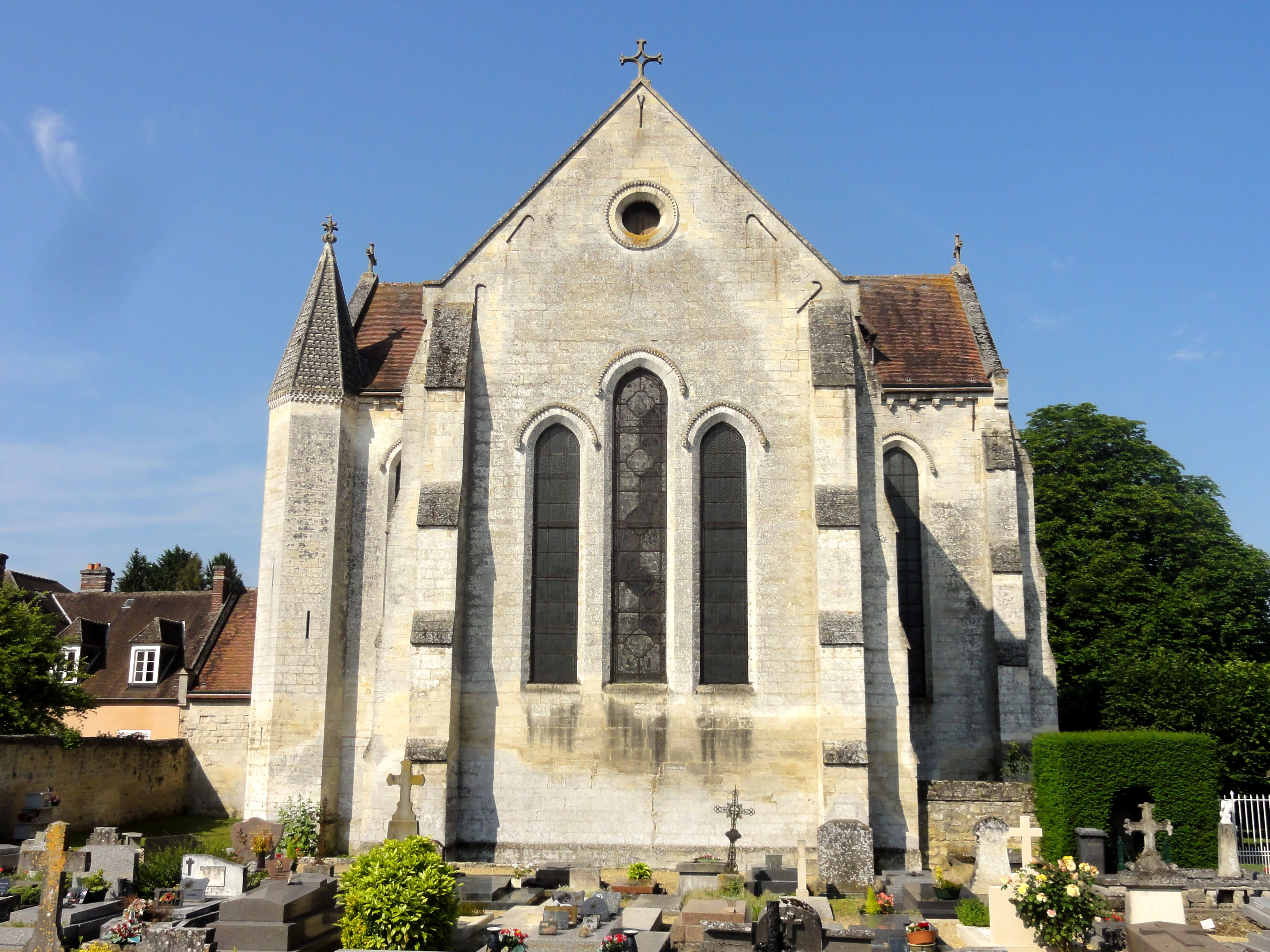
Kloster Notre-Dame-Saint-Jean-Baptiste
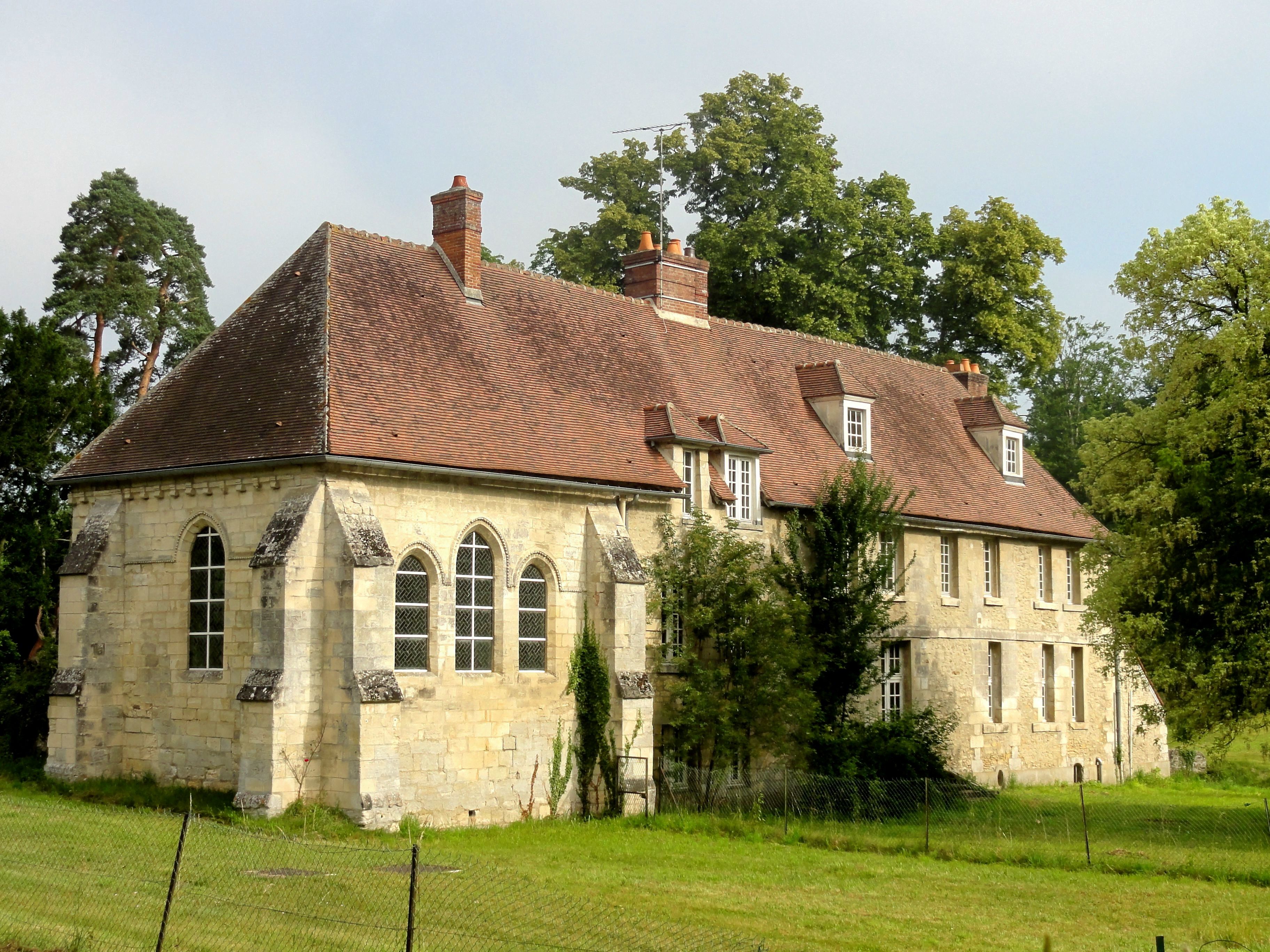
Forsthaus Sainte-Périne
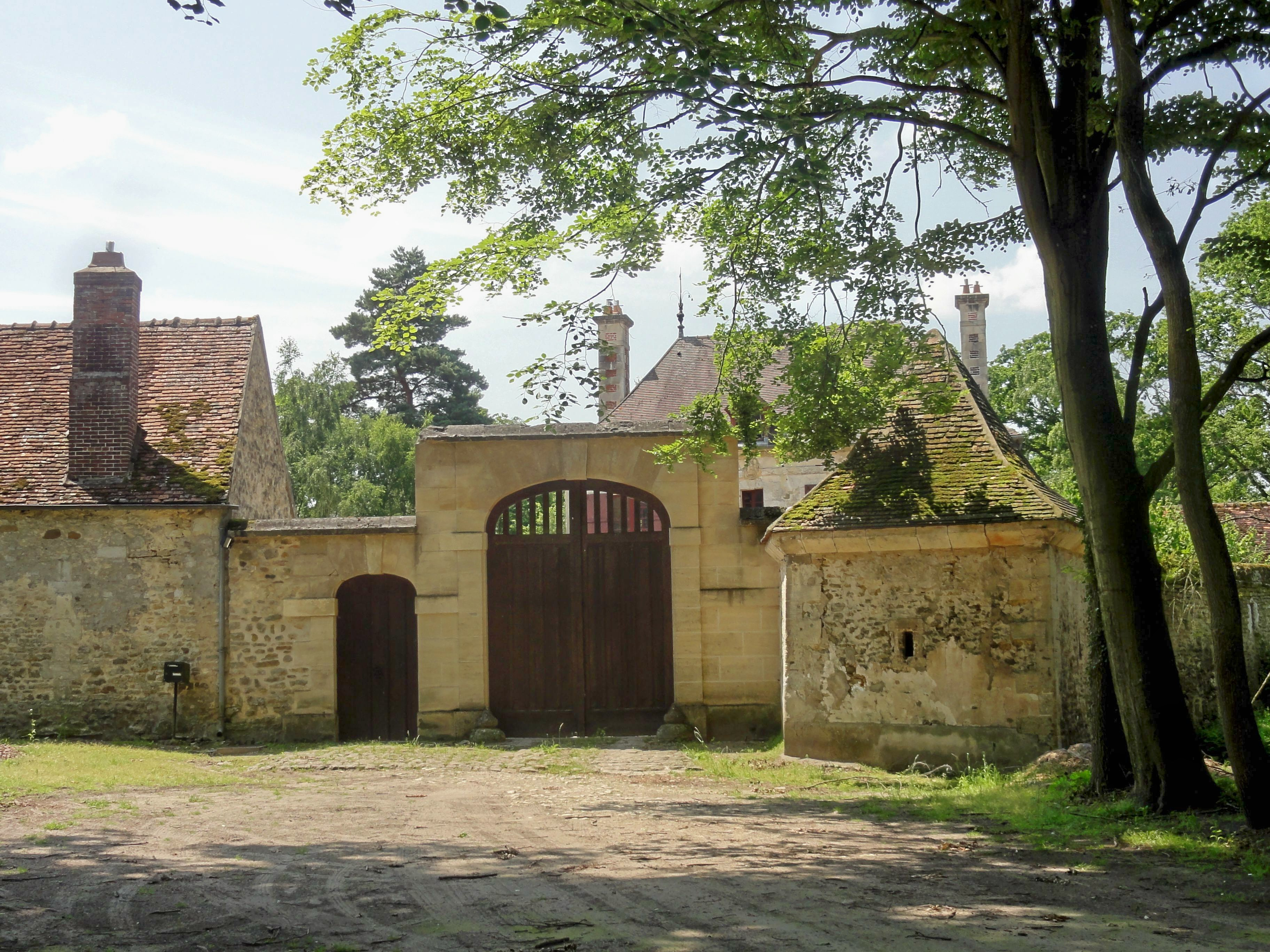
Forsthaus La Muette
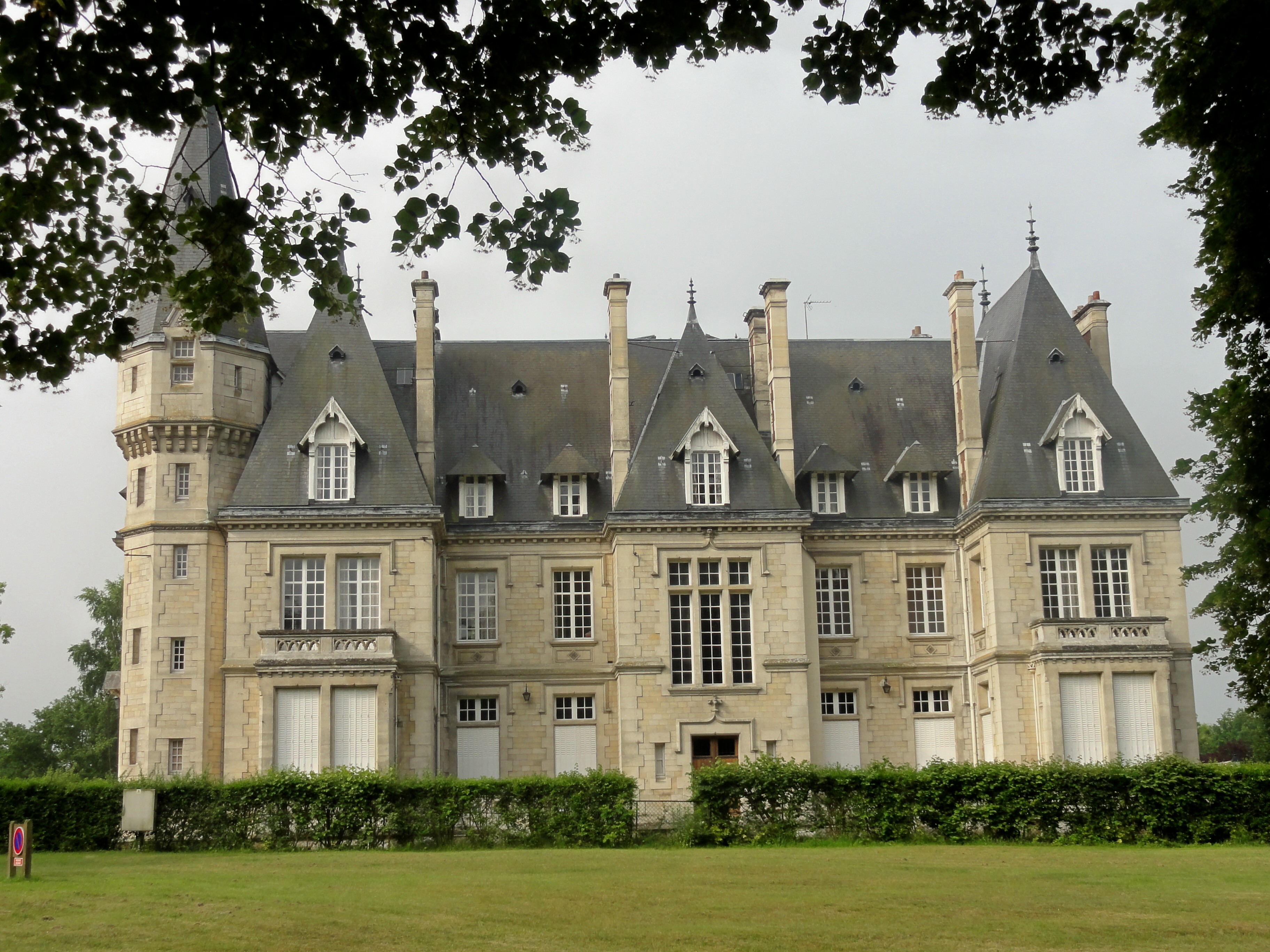
Schloss La Brévière
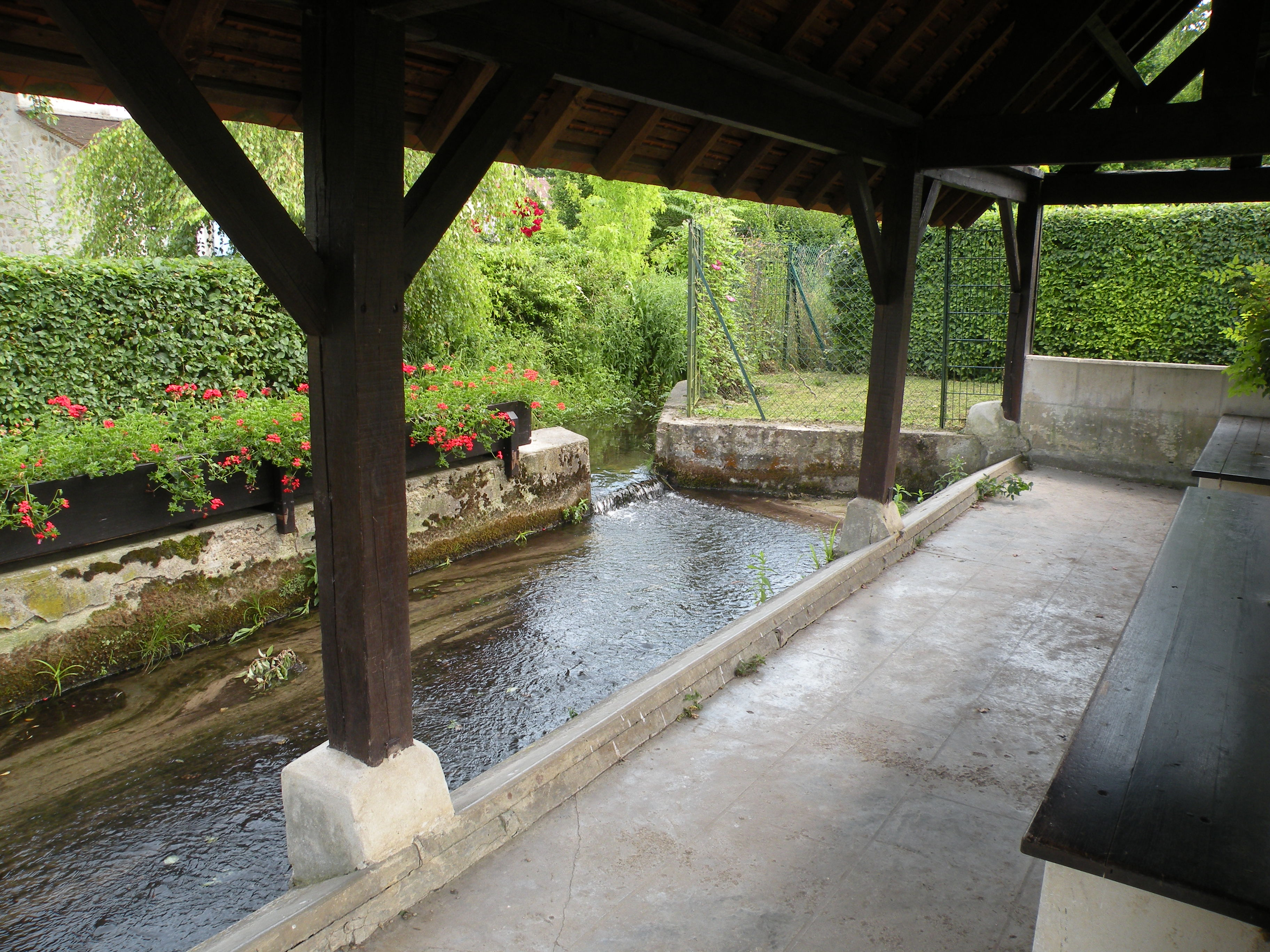
Waschhaus